# ۲۶۳ (قمری)
۲۶۳ (قمری)، دویست و شصت و سومین سال در گاهشماری هجری قمری است. اول محرم این سال برابر با بیست و هشتم سپتامبر سال ۸۷۶ میلادی است.